# 한샹항공공업

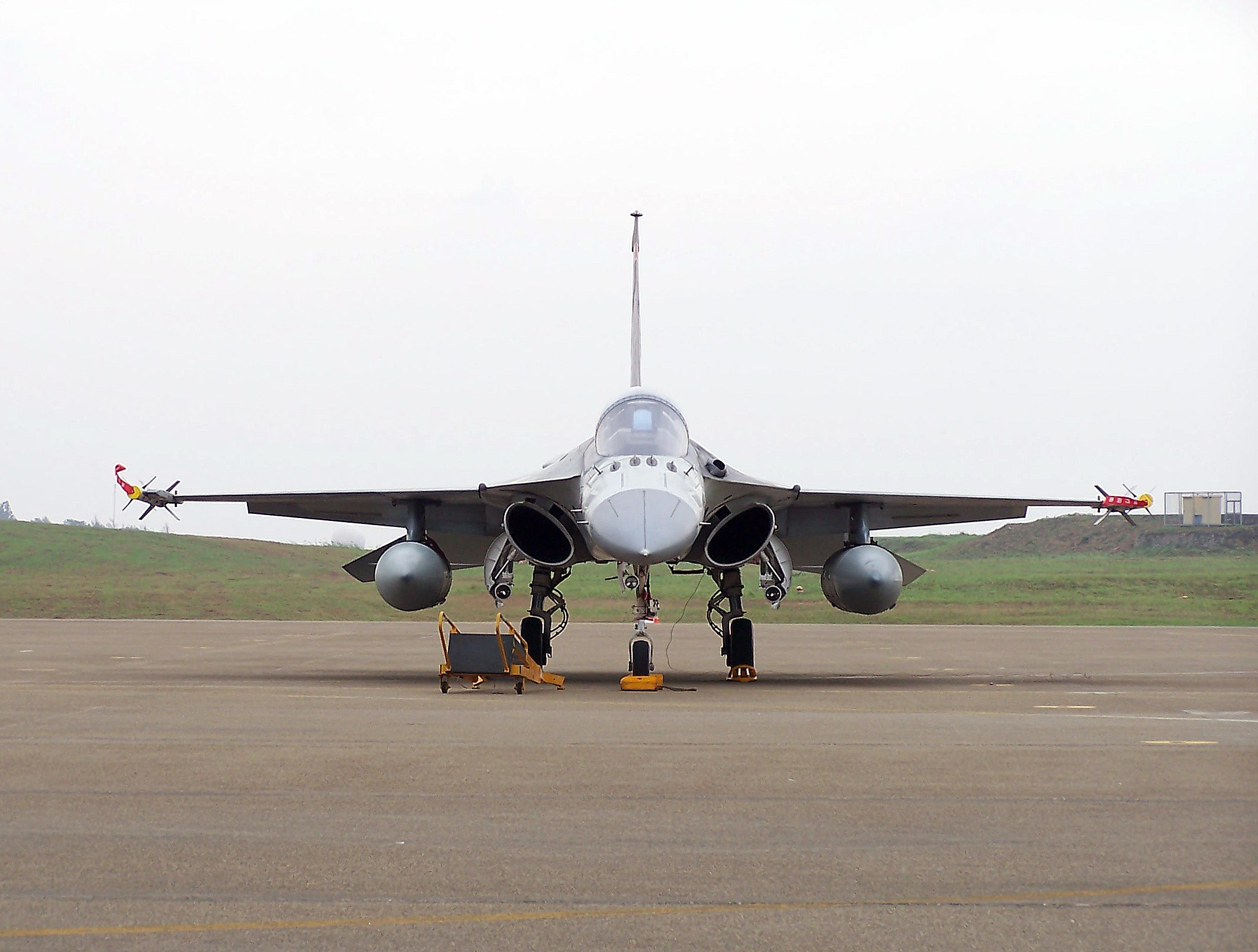
AIDC F-CK-1 경국호

한샹항공공업(Aerospace Industrial Development Corporation, AIDC, 중국어: 漢翔航空工業)은 타이중시에 본사를 둔 대만의 항공우주 회사로, 대만에 있는 단 두 회사 중 하나이다. 전통적인 미국 또는 유럽 방산업체의 역량을 갖추고 있다.

## 제품

### 항공기
- AIDC 경국호
- AIDC T-5
- AIDC AT-3
- AIDC T-CH-1
- AIDC PL-1B
- AIDC XC-2
- UH-1H
- OH-58D
- F-5E/F 충청

### 부품
- 보잉 737 항공기 문 (2003년부터)
- 시코르스키 S-92의 콕핏

## 같이 보기
- 대만의 기업 목록
- 이스라엘 항공우주 산업
- 힌두스탄 항공